# Francesc Lacambra i Lacambra
Francesc Lacambra i Lacambra (Barcelona, 7 de febrer de 1886 - Barcelona, 13 de novembre de 1933) fou un empresari i polític català.
Pertanyia a una família industrial del sector metal·lúrgic originària de Sant Hipòlit de Voltregà. Fou fill del també polític i empresari Josep Lacambra i Saborit i rebesnet dels fundadores de la dinastia, Francesc Lacambra i Terradelles (1760-1824) i Francesc Lacambra i Pont (1790-1870). La seva mare fou Esperança Lacambra i Rosell (? - 1919), de Barcelona, cosina del seu pare.
Va dirigir les empreses Francisco Lacambra Lacambra i Talleres Españoles de Sant Hipòlit de Voltregà, la colònia La Farga Lacambra de Torelló (avui La Farga Group) i els tallers de La Maquinista Terrestre y Marítima, situada a la Barceloneta. També fou conseller del Banc de Catalunya i del Banc de Crèdit Local.
Fou nomenat regidor de l'Ajuntament de Barcelona durant la dictadura de Primo de Rivera, en 1924 i 1930. El 1926 el rei Alfons XIII va visitar la seva factoria a Sant Hipòlit i el 1927 li concedí el comtat de Lacambra. També va rebre la Medalla d'Or del Treball.
Es va casar en febrer de 1916 amb Maria Teresa Estany i Gimeno (també escrit Jimeno i Jimena, 1895-1986) i van tenir cinc fills: Maria Esperança, Francesc Josep, Maria Teresa, Maria Josepa i Maria Lluïsa Lacambra i Estany.